# Charles Victor Woirgard
Pour les articles homonymes, voir Beauregard.
Charles Victor Woirgard, dit Beaurgard ou Beauregard, né le 16 octobre 1764 à Metz et mort au combat le 19 février 1810 à Valverde de Leganés en Espagne, est un général français de la Révolution et de l'Empire. Il effectue la plus grande partie de sa carrière pendant les guerres de la Révolution française, étant promu général en 1793, avant de connaître une longue période d'inactivité de 1802 à 1809. Affecté dans la péninsule Ibérique au commandement d'une brigade de cavalerie, il est tué lors d'un affrontement avec les Espagnols. Il a été jugé comme l'un des pires chefs de cavalerie français présents sur ce théâtre d'opérations.

## Biographie
Charles Victor Woirgard naît le 16 octobre 1764 à Metz, une place forte des Trois-Évêchés. Il s'engage en août 1782 dans le régiment suisse de Diesbach et le quitte en janvier 1788. Il reprend du service sous la Révolution française en étant nommé lieutenant au 1er bataillon de volontaires de la Seine-Inférieure le 16 janvier 1792. Son ascension dans la hiérarchie est alors très rapide : adjudant-major le 14 mars suivant et lieutenant-colonel en second le 10 septembre, il participe aux batailles de Jemappes en novembre 1792 et de Neerwinden en mars 1793. Les représentants du peuple aux armées le font général de brigade à titre provisoire le 12 avril 1793, grade qui lui est confirmé le 30 avril. Il est fait prisonnier lors de la capitulation de Valenciennes au mois de juillet mais est rapidement relâché. 
Affecté à l'armée du Nord le 23 août, Woirgard est cependant destitué de ses fonctions et est emprisonné d'octobre 1793 à août 1794. Il reprend ensuite du service à l'armée de l'Ouest et devient commandant de la 19e division militaire à Angers en septembre 1795. Accusé par Hoche de se livrer au pillage et à l'indiscipline, il est acquitté par un conseil de guerre en avril 1796. Le général Canclaux, pour sa part, le considère comme un « très bon officier ». Après une période d'inactivité, il passe à l'armée du Rhin en 1799 et est commandant militaire de Brisach, se heurtant notamment aux partisans autrichiens du capitaine Mier. Le 4 février 1802, Woirgard est nommé commandant militaire de la ville italienne d'Alexandrie mais le général Barbou le fait relever pour incompétence quelques mois plus tard. 

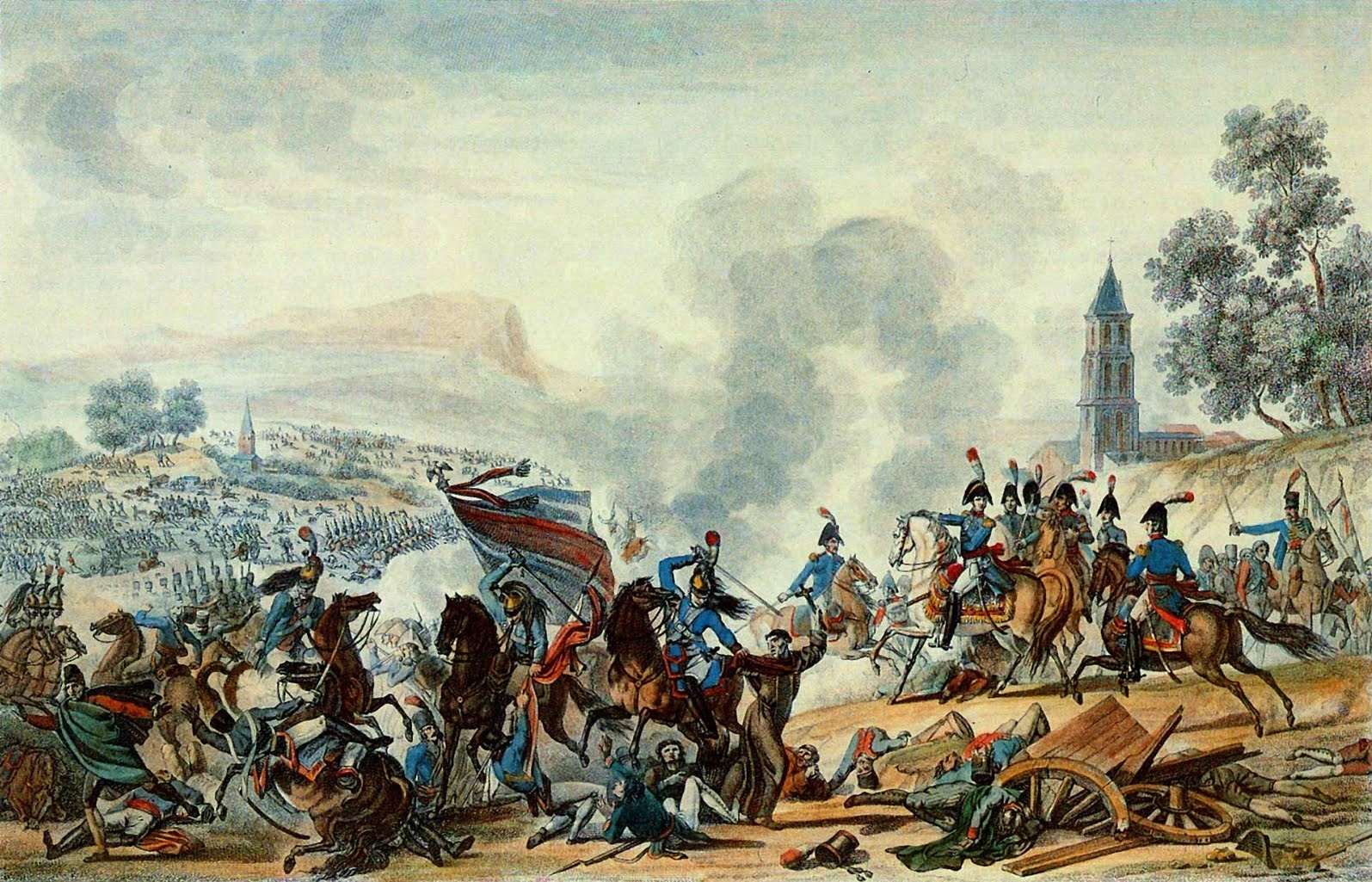
Le général Woirgard prend une part importante à la bataille d'Ocaña en novembre 1809, qui s'achève sur une victoire décisive de l'armée française.

À partir de 1802, sa carrière connaît une longue interruption sous le Consulat et l'Empire, qui prend fin au moment où il est appelé à servir dans la division militaire de La Rochelle le 17 avril 1809. Le 19 juin de la même année, Woirgard obtient le commandement de la brigade de cavalerie légère du Ve corps commandé par le maréchal Mortier, qui opère alors en Espagne. Le général a sous ses ordres le 10e régiment de hussards et le 21e régiment de chasseurs à cheval. En octobre, la brigade se trouve à Tolède. À la même époque, il remplace le général Cambacérès au commandement de la 1re brigade de la 5e division de dragons, composée des 13e et 22e régiments de l'arme. À la tête de sa cavalerie, il se distingue particulièrement à la bataille d'Ocaña, le 19 novembre 1809, où il contribue à mettre en déroute la cavalerie espagnole et fait 5 000 prisonniers. En février 1810, couvrant la progression du Ve corps en direction de Badajoz, la brigade Woirgard s'installe pour la nuit du 18 au 19 dans le village de Valverde de Leganés, sans que le général ne prenne aucune précaution. À 2 h du matin, une troupe espagnole attaque par surprise les cavaliers français. Pris au dépourvu, le général Woirgard tente de contre-attaquer à la tête d'un petit groupe mais il est tué dans sa tentative, et sa brigade est dispersée.

## Évaluation
Édouard Lapène le cite comme un « officier d'une haute distinction ». L'importance de son rôle dans la victoire d'Ocaña est également reconnu,. En revanche, Robert Burnham le considère, avec François Xavier de Schwarz, comme l'un des plus mauvais généraux de cavalerie servant dans la péninsule. L'historien américain qualifie Woirgard d'« inepte » en raison de son inexpérience du service de la cavalerie et, dans le cas particulier de Valverde, son incapacité à prendre les précautions de sûreté nécessaires, ajoutant qu'« il est difficile de déterminer les raisons ayant poussé Napoléon à donner au général Beaurgard le commandement d'une brigade de cavalerie ».

## Distinctions
- Il fait partie des 660 personnalités à avoir son nom gravé sous l'arc de triomphe de l'Étoile. Il apparaît sur la 38e colonne (l'arc indique BEAUREGARD).